# Teodor Steigert
Teodor Steigert (ur. 5 sierpnia 1849 w Łodzi, zmarł 2 grudnia 1914, tamże) – łódzki fabrykant. Został odznaczony Orderem św. Stanisława (1896).

## Życiorys
Urodził się 5 sierpnia 1849 r. w Łodzi w rodzinie ewangelickiej. Był synem Jakuba Steigerta i Wilhelminy z Wagnerów. Uczył się w łódzkiej Niemiecko-Rosyjskiej Szkole Realnej, lecz edukację zakończył po 2 klasach. Następnie pracował w tkalni ojca, gdzie zdobywał umiejętności praktyczne. W 1872 r. założył tkalnię barchanów i kortu, która była obsługiwana przez kilka ręcznych warsztatów tkackich. W 1874 r. przeniósł zakład na ul. Piotrkowską 90. Początkowo działalność odbywała się w domu tkackim. Następnie w głębi działki wybudował oficyny, w których umieścił powiększoną tkalnię i skład tkanin, a produkcję przestawił na wyrób tkanin wełnianych, chustek i obrusów. W 1893 r. fabryka obejmowała 50 ręcznych warsztatów tkackich obsługiwanych przez 70 pracowników (potem liczba krosien wzrosła do 85, a zatrudnionych było 90 osób). W latach 90. XIX w. wartość produkcji jego manufaktury wynosiła 180 tys. rubli. Umożliwiło to Steigertowi budowę kamienicy wg projektu Franciszka Chełmińskiego przy ul. Piotrkowskiej 90. Tkalnia zaś z czasem została zlikwidowana. 
W 1898 r. wybudował przy skrzyżowaniu ulic Przędzalnianej i Milionowej trzypiętrową przędzalnię bawełny, wyposażoną w system wentylacyjny, ogrzewanie oraz oświetlenie zasilane z własnego generatora. Obok wybudował również kotłownię, maszynownię z maszyną parową o mocy 250 KM, oraz dom mieszkalny przeznaczony dla majstrów tkackich, a także ambulatorium. W 1901 r. tkalnia miała 10 tys. wrzecion cienkoprzędnych i 1880 niciarkowych, wartość produkcji rocznej wynosiła 355 tys. rubli, a zatrudnienie przekraczało 200 pracowników. W latach 1909–1911 przędzalnia została powiększona do 15 tys. wrzecion cienkoprzędnych i 2350 niciarkowych, natomiast moc maszyny parowej zwiększona do 600KM. Steigert uruchomił również mechaniczną tkalnię z 22 krosnami i zlikwidował warsztaty tkackie przy ul. Piotrkowskiej 90. Wartość rocznej produkcji wyniosła wówczas 920 tys. rubli, a zatrudnienie wynosiło około 600 osób. W lipcu 1914 r. przekształcił firmę w spółkę Towarzystwo Akcyjne Wyrobów Wełnianych i Bawełnianych, którego kapitał zakładowy wyniósł 1,5 mln rubli. Akcjonariuszami spółki oprócz Teodora zostali jego żona i synowie. Do spółki należały także nieruchomości przy ul. Piotrkowskiej 129 i ul. Mikołajewskiej 37. Ponadto Teodor Steigert wybudował ok. 1900 r. drewnianą willę letniskową w lesie Rudzie-Popioły, wpisaną do rejestru zabytków.
Zmarł w Łodzi 2 grudnia 1914 r. Został pochowany na starym cmentarzu ewangelickim.

### Życie prywatne
Ożenił się z Ernestyną z Kühnelów, z którą miał dwóch synów i trzy córki: 
- Teodora Alberta (1874–1939), męża Olgi Daube,
- Adolfa (1880–1923), męża z Heleny Rathe,
- Klarę Alwinę (ur. 1872), żonę Juliusza Kindermanna,
- Melidę Jenny (ur. 1882)
- Alicję (ur. 1896), żonę Georga Sella[1].

## Działalność
Teodor Steigert działał w wielu organizacjach: był podstarszym w Cechu Tkaczy, należał do Zgromadzenia Kupców Miasta Łodzi oraz Komitetu Dyskontowego łódzkiej filii Banku Państwa, ponadto był członkiem zarządów: Łódzkiego Chrześcijańskiego Towarzystwa Dobroczynności, Niemieckiego Stowarzyszenia Szkolno-Oświatowego oraz chóru przy kościele luterańskim św. Jana. Od r. 1903 był skarbnikiem łódzkiej Ochotniczej Straży Ogniowej. Wspierał finansowo dom sierot parafii ewangelickiej Świętej Trójcy. Działał w komisji podatkowej Łódzkiej Inspekcji Podatkowej.